# 007 レジェンド
007 レジェンド（ダブルオーセブン レジェンド、007 Legends）は007を題材にしたゲーム作品。2012年発売。007シリーズ50周年記念作品である。

## 概要
舞台は『女王陛下の007』、『ゴールドフィンガー』、『ムーンレイカー』、『消されたライセンス』、『ダイ・アナザー・デイ』、『スカイフォール』の6作品。ボンド役はダニエル・クレイグである。また、このゲームでは、前作同様、最大4人のプレイヤーによるマルチプレイモードを搭載している。
本作は、IGNの「2012年ワーストビデオゲームボックスアート」の一作として選出されている。